# 保羅·巴拉斯
保羅·弗朗索瓦·讓·尼古拉，巴拉斯子爵（法語：Paul François Jean Nicolas, vicomte de Barras，法語發音：[baʁas]；1755年6月30日—1829年1月29日），简稱保羅·巴拉斯。他是法國大革命時期的一名政治家，在1795年至1799年间担任法国督政府的第一督政官（实权最高领导人）。

## 早年生活
他出生在福克斯昂富（位于今瓦尔省），是普羅旺斯一個貴族家庭的後裔。十六歲時，他以“紳士見習生”的身份進入朗格多克軍團。1776年，他搭船前往法屬印度。
他的這次航程，遭到船難，他還是設法即時的到達本地治里市，參與第二次英國-邁索爾戰役期間的城市防禦。不列顛軍隊圍城，1778年10月18日城市守軍投降; 法蘭西守衛部隊被釋放後，巴拉斯返回法蘭西。1782年至1783年，他參加該地區的第二次遠征，在著名的皮埃爾·安德烈·德·蘇弗朗海軍上將的艦隊服役。之後，他在法蘭西老家過著幾年相對沒沒無聞的休閒生活。

## 國民公會
1789年革命爆發，他倡導 民主的主張，並成為瓦尔省的行政長官之一。在1792年6月，他任職於奧爾良國家高等法院。在這一年後期，法蘭西革命戰爭爆發，巴拉斯成為法蘭西軍隊的特派委員，在意大利半島面對薩丁尼亞王國的軍隊，並作為瓦尔省的代表進入國民公會。
1793年1月，他投票支持處死國王路易十六。然而，他大多不在巴黎，而在法蘭西東南部地區執行任務。在此期間，土倫港戰役使他和拿破崙·波拿巴熟識。後來他與拿破崙的衝突使他淡化拿破崙作為一個軍人的能力，他在他的回憶錄指稱，以3萬名軍隊 (實際只有1.2萬名) 對少量保皇黨的防禦進行圍困;他設法盡量降低波拿巴在攻克該城市功勞。當巴拉斯成為督政府的主席，他任命拿破崙為意大利部隊將軍的職位。

## 熱月政變和督政府
1794年，巴拉斯支持推翻馬克西米連·羅伯斯庇爾，7月27日的熱月政變使他的聲名鵲起。隨後的一年中，當國民公會感受到來自巴黎的國民自衛軍不滿的威脅時，公會任命巴拉斯指揮軍隊進行防衛。1795年10月5日，拿破崙·波拿巴在他的任命下，採取暴力措施驅散杜樂麗宮附近街道的保皇黨和其他不滿者，這事件被稱之為未遂的葡月政变。隨後，巴拉斯成為督政府的五名督政官之一，這五人督政府掌管法蘭西共和國的行政運作。

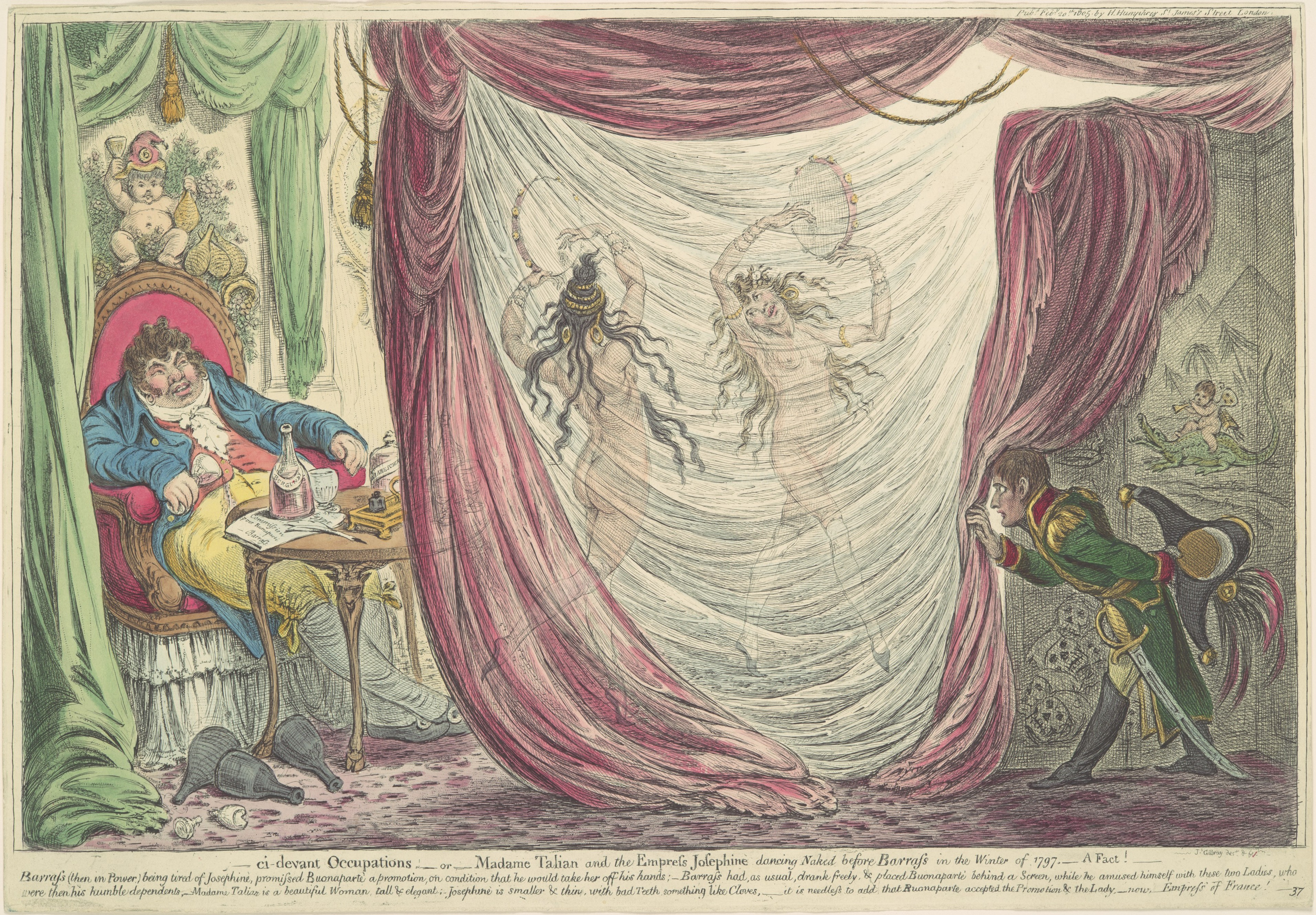
1805年詹姆斯·吉尔雷的諷刺畫;巴拉斯正在享受兩位名人妻子，泰蕾莎·塔利安和約瑟芬·波拿巴的裸體艷舞。在右邊，拿破崙·波拿巴在偷窺。

由於他與約瑟芬·德·博阿爾內有肌膚之親，巴拉斯幫助促成了她和波拿巴之間的婚姻。一些他同時代的人聲稱，這是巴拉斯任在1796年初命波拿巴出任意大利地區陸軍總司令背後的理由。
1796年到1797年一連串戰役的勝利，波拿巴給了督政府前所未有的穩定局面。1797年夏季，保皇黨和倖存的吉倫特派在選舉中獲勝，督政府運作困難，巴拉斯開始策劃打击保皇黨。1797年9月4日，波拿巴派皮埃爾·奧熱羅將軍、雅各賓派發動反保皇党的菓月18日政變。

## 倒台和晚年生活
巴拉斯在公開和私下中被指控的不道德生活，經常被引證為導致督政府跨台、進而創建執政府的主因。無論如何，波拿巴在1799年11月9日的霧月18日政變中幾乎沒有遇到阻力。同時，巴拉斯被視為是政變的支持者，但當波拿巴以第一執政官重組法蘭西政府時，他被晾在一旁。
由於巴拉斯積累了大筆財富，因此他晚年過著奢華生活。拿破崙將他軟禁在他擁有的格羅布瓦城堡內，之後流放到布魯塞爾和羅馬。1810年，拘禁在蒙彼利埃，直到法蘭西第一帝國覆亡後被釋放。他在巴黎特羅卡德羅去世，埋葬在拉雪茲神父公墓。雖然他是波旁復辟的支持者，在路易十八和查理十世的統治期間，巴拉斯繼續被監管，同時他的“回憶錄”在他去世後被審查。

## 延伸閱讀
- Barras, chef d'Etat oublié by Pierre Temin (1992). ISBN 2884150137. （法語）